# Пол, Дэвид
Дэвид Пол (англ. David Paul; 8 марта 1957, Хартфорд — 6 марта 2020) — американский актёр, продюсер и телеведущий.

## Биография
Дэвид Пол родился 8 марта 1957 года, на минуту раньше своего брата-близнеца Питера Пола. Родина Дэвида — небольшой городок Хартфорд (Коннектикут) США.
Подростком Дэвид занимался американским футболом и борьбой, оба вида спорта требовали немалой физической силы и большой мышечной массы. Позже переключился исключительно на занятие бодибилдингом. Известно, что в возрасте 15 лет Дэвид, при собственном весе чуть больше 65 кг выжимал, лёжа на скамье, штангу весом в 136 кг. Став старше, на пике своей спортивной формы, он уже справлялся с весом в 230 кг, используя при этом обратный хват.
В конце семидесятых молодые братья Дэвид и Питер Пол открыли свой атлетический зал с говорящим названием «Дом Металла». Но после оставили своё детище и переехали в мир бодибилдинга — в Калифорнию — в поисках славы.
Во времена активных тренировок братья тренировались в известном зале «Gold’s Gym» под началом Петера Гримковского. С 1983 по 2005 год братья снялись более чем в дюжине кинокартин, самой известной и популярной для российского зрителя стала комедийная кинолента 1994 года «Няньки» («Twin Sitters»). Незатейливый сюжет во многом привлёк к себе внимание благодаря двум главным героям, культуристам-близнецам Дэвиду и Питеру Фальконе (имена братьев в картине были сохранены).
Братья никогда не участвовали в соревнованиях по бодибилдингу, хотя в качестве приглашённых гостей и награждающих замечены на множестве соревнований самого высокого ранга, в том числе и на «Арнольд Классик» и «Мистер Олимпия».
6 марта 2020 года Дэвид Пол скончался во сне, не дожив двух дней до 63 лет. Информацию о смерти Дэвида Пола подтвердил его брат-близнец Питер. О причинах смерти Дэвида его семья не распространяется. Однако, по словам источников, когда с утра 6 марта он долго не выходил на связь с родными, близкие отправились к нему домой.
Любимый пёс Дэвида Ковбой был тяжело болен раком, и Дэвид сильно переживал по этому поводу. Дэвида обнаружили мёртвым на кровати, а на его боку лежал Ковбой. В заключении медиков сказано, что Дэвид скончался во сне. Следов наркотиков и алкоголя рядом обнаружено не было. Через несколько дней после смерти Дэвида скончался Ковбой.

## Личная жизнь
Дэвид Пол в последние годы жизни профессионально занимался фотографией, помимо актёрской деятельности он также писал музыку и стихи, играл на гитаре. На его официальном сайте Архивная копия от 28 ноября 2021 на Wayback Machine представлена масса фоторабот, в том числе и в тематике бодибилдинга. Был один раз женат, но развелся.

## Фильмография
| Год  |   | Русское название                                 | Оригинальное название      | Роль             |
| ---- | - | ------------------------------------------------ | -------------------------- | ---------------- |
| 1983 | ф | Вашингтонское такси                              | D.C. Cab                   | Баззи            |
| 1984 | с | Рыцарь дорог                                     | Knight Rider               | Клифтон          |
| 1984 | ф | Парень из «Фламинго»                             | The Flamingo Kid           | Турк             |
| 1987 | ф | Варвары                                          | The Barbarians             | Гор              |
| 1989 | ф | Думай по-крупному (другое название «Оборзевшие») | Think Big                  | Виктор           |
| 1989 | ф | Грабители с большой дороги                       | The Road Raiders           | Блак             |
| 1989 | ф | Призрак Голливуда                                | Ghost Writer               | Марко            |
| 1992 | ф | Двойные неприятности                             | Double Trouble             | Дэвид Джейд      |
| 1994 | ф | Прирождённые убийцы                              | Natural Born Killers       | The Hun Brothers |
| 1994 | ф | Няньки                                           | Twin Sitters               | Девид Фальконе   |
| 2005 | ф | Бездушный                                        | Souled Out                 | Айс Стивенс      |
| 2013 | ф | Таверна на углу Фэйт-стрит                       | Faith Street Corner Tavern | Дэвид Пэлпин     |

## Тренировки и питание
Дэвид и Питер выполняли фронтальные приседания с 500-фунтовой штангой. «Моя масса постоянно растет, и я должен съедать по 36 сырых яиц в день, смешивая их с молоком. Каждый день на тренировках я сжигаю до 7 тысяч калорий. Это самый быстрый метаболизм на всем Западе», — шутил Дэвид. Регулярно пил молоко или йогурт, содержащие 3,5 процента жира и до 200 килокалорий на чашку, по 260 г до и после тренировки.

## Физические данные
- Рост — 183 см.
- Вес 106—111 килограммов.
- Грудная клетка — 143 см.
- Окружность шеи — 52 сантиметра.